# Kogut

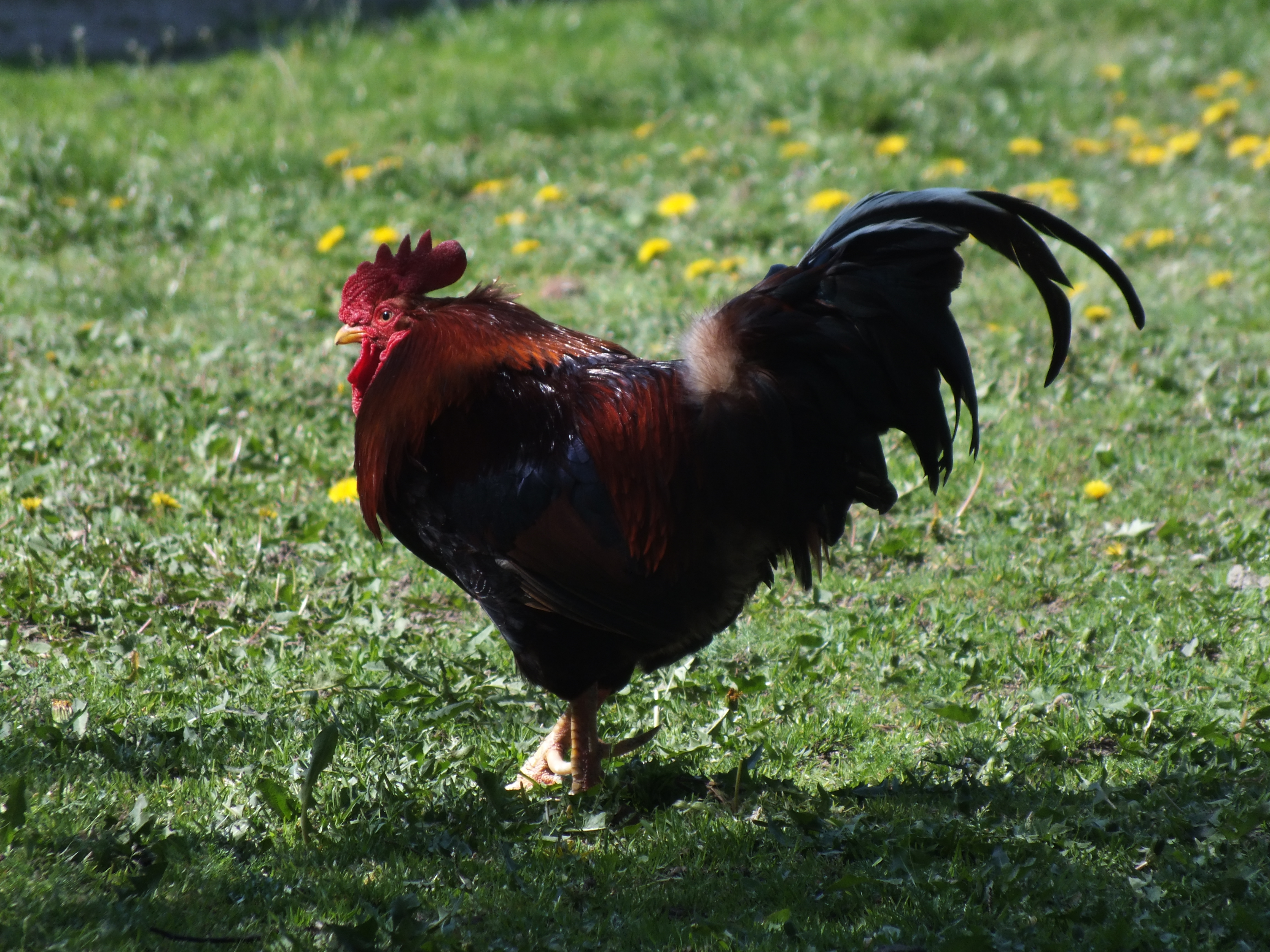
Kogut

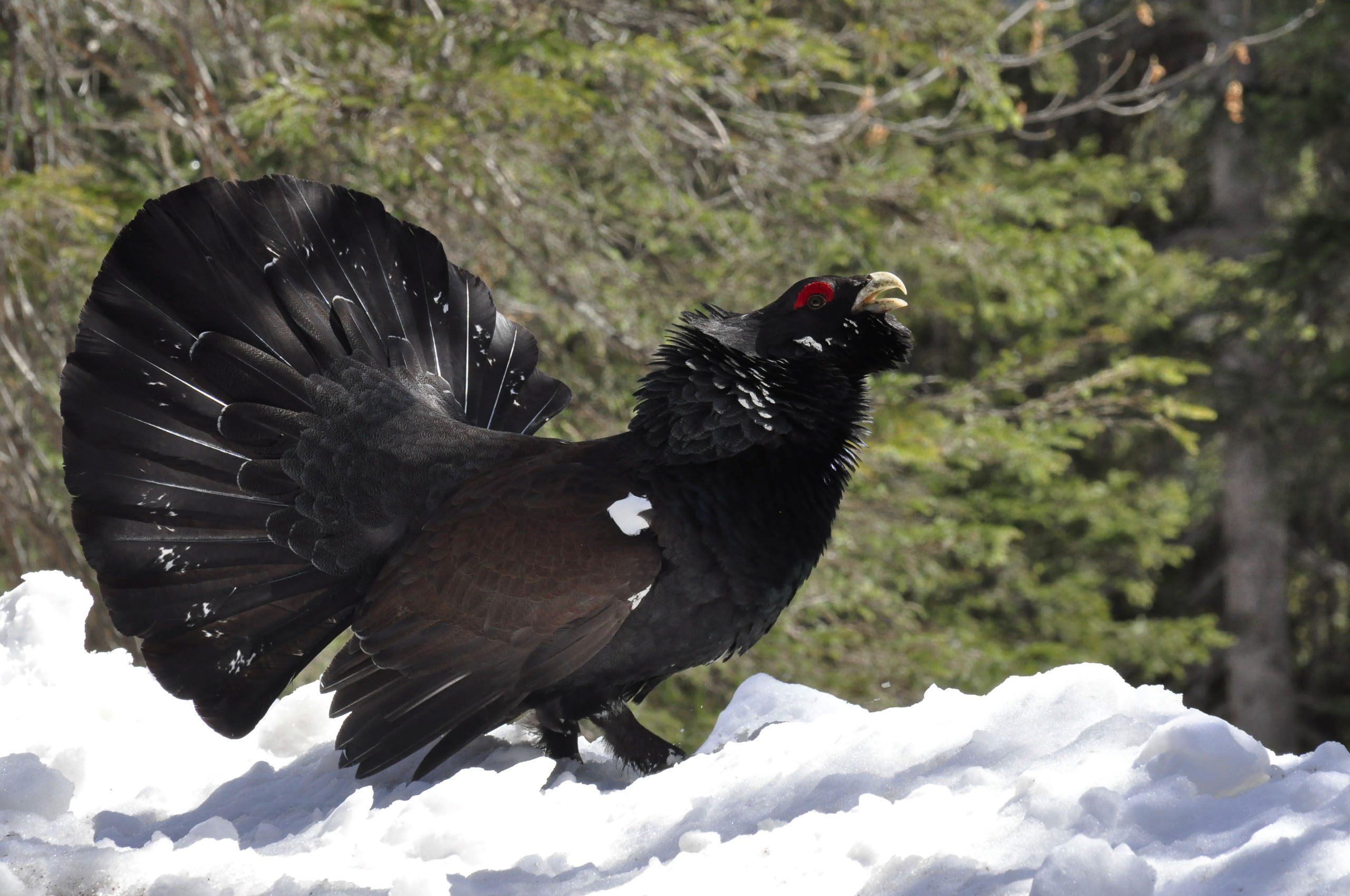
Kogut, samiec głuszca

Kogut – samiec kury domowej, a także większości innych grzebiących (kuraków). 
Zazwyczaj kogut jest większy od samicy i barwniejszy, z silniej rozwiniętym grzebieniem, dłuższymi dzwonkami, łukowato wygiętymi piórami w ogonie i rogową ostrogą na stopie. Różnice w masie mogą być znaczne. Przykładowo, u kur mięsnych rasy Mechelner kogut waży przeciętnie (w dużym przybliżeniu) 4,5 kg, zaś kura 2,5 kg; natomiast u kur fryzyjskich jest to odpowiednio 1,6 i 1,3 kg. Wyjątkiem w kwestii upierzenia są na przykład koguty ras Campine oraz sebrytki, które upierzeniem nie różnią się od samic.
Gdy jajnik kury w wyniku wypadku czy choroby – np. cysty lub guza na jajniku – zostaje uszkodzony, dochodzi do wykształcenia się gonady męskiej zwanej ovotestis. Ovotestis jest wykształconą prawą gonadą (samice ptaków normalnie mają rozwinięte tylko gonady z lewej strony ciała). Znane są przypadki  wytworzenia nasienia przez ovotestis, a nawet zapłodnienia.

## Kogut w kulturze
W symbolice i ikonografii kogut jest wieloznacznie interpretowany. Symbolizuje nadejście światła, zwiastuje początek dnia, od czasów antycznych oznaczał czujność i przezwyciężenie ciemności. Wówczas też pojawiły się inne znaczenia – walczące koguty symbolizowały kłótnię i gniew.